# Geisa Coutinho
Geisa Aparecida Muniz Coutinho (sinh ngày 1 tháng 6 năm 1980) là vận động viên điền kinh người Brazil thi đấu nội dung nước rút 400 mét. Cô đại diện cho Brazil tại Thế vận hội Mùa hè 2004 và Thế vận hội Mùa hè 2012 và bốn lần tham gia Giải vô địch Điền kinh thế giới (2003, 2005, 2009 và 2011). Kỷ lục cá nhân 400   m là 51,08   giây và cô giữ kỷ lục Nam Mỹ nội dung chạy tiếp sức 4 × 400 mét với thành tích 3:26,68 phút
Cô là nhà vô địch Nam Mỹ trong nội dung 400m năm 2003. Co giành tấm huy chương bạc năm 2005, và tấm huy chương đồng năm 2011. Với nội dung chạy tiếp sứ, cô cùng đồng đội giành được ba danh hiệu Nam Mỹ và một đồng tại Đại hội Thể thao Liên châu Mỹ. Tại Thế vận hội quân sự 2011, cô nhận 3 tấm huy chương vàng trong nội dung 400   m, tiếp sức 4 × 100 m và tiếp sức 4 × 400 m.

## Sự nghiệp
Sinh ra ở Araruama, cô theo đuổi điền kinh từ khi còn học trung học và tham gia các sự kiện thi đấu nội dung nhảy sào và chạy nước rút. Một thời gian, cô chỉ tập trung vào nội dung 400   m và chuyển đến Rio de Janeiro để tập luyện với câu lạc bộ Vasco da Gama 16. Cô giành được danh hiệu Brazil đầu tiên của mình trong nội dung 400   m vào năm 2002 và giành được ba chiến thắng liên tiếp tại sự kiện thường niên.
Cô tham gia Giải vô địch thể thao trong nhà thế giới IAAF 2003. Huy chương lục địa đầu tiên tìm đến cô tại Giải vô địch điền kinh Nam Mỹ năm 2003, nơi cô giành giải chạy cá nhân và chạy tiếp sức 400   m cho đội tuyển Brazil. Cô cũng được chọn cho những sự kiện đó tại Đại hội Thể thao Liên châu Mỹ 2003 và cô giúp Brazil giành tấm huy chương đồng trong nội dung tiếp sức 4 × 400 mét. Cô tham gia Giải vô địch điền kinh thế giới năm 2003, nhưng bị loại trong vòng loại 400 <span typeof="mw:Entity" id="mwKA">&nbsp;</span> m. Năm 2004, cô giành tấm huy chương đồng tại Giải vô địch người Iberes năm 2004. Cô đã được chọn tham dự nội dung 400 m cá nhân và 400 m tiếp sức tại Thế vận hội 2004 tại Athens, nhưng đã bị loại từ vòng đầu tiên cả hai nội dung.
Năm 2005, cô giành huy chương bạc tại Giải vô địch điền kinh Nam Mỹ năm 2005, và tham gia cùng với người đồng hương chạy tiếp sức và giành huy chương vàng. Thành công nội dung tiếp sức tiếp tục đượi nối dài tại Giải vô địch điền kinh thế giới năm 2005, khi đội Almirão, Coutinho, Josiane Tito và Lucimar Teodoro lập kỷ lục Nam Mỹ với thành tích 3:26,82 phút trong trận chung kết. Cô lọt vào trận chung kết trong cả hai nội dung 200 mét và 400   m tại Giải vô địch người Iberes năm 2006, nhưng sau đó cô không có mặt tại các cuộc thi quốc tế trong năm 2007 và 2008 
Tại Thế vận hội quân sự năm 2011 tổ chức tại Rio de Janeiro, cô giành chiến thắng nội dung 400   m, xác lập kỷ lục cá nhân 51,08   giây. Cô giành thêm hai huy chương vàng trong nội dung 4 × 400   m và nội dung 4 × 100 mét. Tại giải vô địch Brazil năm 2011, cô phá vỡi kỷ lục cá nhân với thời gian 23,07 giây cho nội dung 200 m, xác lập kỷ lục Nam Mỹ trong nội dung 4 × 400 400 ☃☃ m tiếp sức với thời gian 3:26,68 phút.

## Thành tích
- 100 m: 11,55 (gió: -0,2   m / s) - liên_kết=|viền São Paulo, ngày 16 tháng 4 năm 2011
- 200 m: 23,07 (gió: + 0,7   m / s) - liên_kết=|viền São Paulo, ngày 7 tháng 8 năm 2011
- 400 m: 51,08 - liên_kết=|viền Rio de Janeiro, ngày 22 tháng 7 năm 2011

## Cuộc thi quốc tế
| Năm                 | Giải đấu                     | Địa điểm                           | Thứ hạng            | Nội dung            | Chú thích           |
| Representing Brasil | Representing Brasil          | Representing Brasil                | Representing Brasil | Representing Brasil | Representing Brasil |
| ------------------- | ---------------------------- | ---------------------------------- | ------------------- | ------------------- | ------------------- |
| 2002                | Ibero-American Championships | Guatemala City, Guatemala          | 1st                 | 4 × 400 m relay     | 3:33.13A            |
| 2003                | World Indoor Championships   | Birmingham, United Kingdom         | 21st (h)            | 400 m               | 54.23               |
| 2003                | South American Championships | Barquisimeto, Venezuela            | 1st                 | 400 m               | 51.81               |
| 2003                | South American Championships | Barquisimeto, Venezuela            | 1st                 | 4 × 400 m relay     | 3:28.64             |
| 2003                | Pan American Games           | Santo Domingo, Cộng hòa Dominicana | 10th (h)            | 400 m               | 53.23               |
| 2003                | Pan American Games           | Santo Domingo, Cộng hòa Dominicana | 3rd                 | 4 × 400 m relay     | 3:28.07             |
| 2003                | World Championships          | Saint-Denis, Pháp                  | 7th (h)             | 400 m               | 53.31               |
| 2004                | Ibero-American Championships | Huelva, Tây Ban Nha                | 3rd                 | 400 m               | 52.42               |
| 2004                | Olympic Games                | Athens, Hy Lạp                     | 28th (h)            | 400 m               | 52.18               |
| 2004                | Olympic Games                | Athens, Hy Lạp                     | 12th (h)            | 4 × 400 m relay     | 3:28.43             |
| 2005                | South American Championships | Cali, Colombia                     | 2nd                 | 400 m               | 52.94               |
| 2005                | South American Championships | Cali, Colombia                     | 1st                 | 4 × 400 m relay     | 3:29.24             |
| 2005                | World Championships          | Helsinki, Phần Lan                 | –                   | 4 × 400 m relay     | DQ                  |
| 2006                | Ibero-American Championships | Ponce, Puerto Rico                 | 7th                 | 200 m               | 24.02 (+0.7 m/s)    |
| 2006                | Ibero-American Championships | Ponce, Puerto Rico                 | 4th                 | 400 m               | 53.66               |
| 2009                | South American Championships | Lima, Perú                         | 1st                 | 4 × 400 m relay     | 3:32.69             |
| 2009                | Lusophony Games              | Lisbon, Bồ Đào Nha                 | 1st                 | 4 × 400 m relay     | 3:34.16             |
| 2009                | World Championships          | Berlin, Đức                        | 13th (h)            | 4 × 400 m relay     | 3:31.42             |
| 2011                | South American Championships | Buenos Aires, Argentina            | 3rd                 | 400 m               | 52.84               |
| 2011                | South American Championships | Buenos Aires, Argentina            | 1st                 | 4 × 400 m relay     | 3:31.66             |
| 2011                | Military World Games         | Rio de Janeiro, Brazil             | 1st                 | 400 m               | 51.08               |
| 2011                | Military World Games         | Rio de Janeiro, Brazil             | 1st                 | 4x100 m relay       | 43.73               |
| 2011                | Military World Games         | Rio de Janeiro, Brazil             | 1st                 | 4 × 400 m relay     | 3:32.42             |
| 2011                | World Championships          | Daegu, Hàn Quốc                    | 14th (sf)           | 400 m               | 51.87               |
| 2011                | World Championships          | Daegu, Hàn Quốc                    | 18th (h)            | 4x100 m relay       | 3:32.43             |
| 2011                | Pan American Games           | Guadalajara, México                | 3rd                 | 400 m               | 51.87               |
| 2011                | Pan American Games           | Guadalajara, México                | 2nd                 | 4 × 400 m relay     | 3:29.59             |
| 2012                | World Indoor Championships   | Istanbul, Turkey                   | –                   | 400 m               | DQ                  |
| 2012                | Ibero-American Championships | Barquisimeto, Venezuela            | 8th                 | 200 m               | 23.66 (+0.9 m/s)    |
| 2012                | Ibero-American Championships | Barquisimeto, Venezuela            | 2nd                 | 400 m               | 52.66               |
| 2012                | Ibero-American Championships | Barquisimeto, Venezuela            | 1st                 | 4x100 m relay       | 43.90               |
| 2012                | Ibero-American Championships | Barquisimeto, Venezuela            | 1st                 | 4 × 400 m relay     | 3:28.56             |
| 2012                | Olympic Games                | London, United Kingdom             | 5th (h)             | 400 m               | 53.43               |
| 2012                | Olympic Games                | London, United Kingdom             | 7th (h)             | 4 × 400 m relay     | 3:32.95             |
| 2014                | South American Games         | Santiago, Chile                    | 1st                 | 400 m               | 51.81               |
| 2014                | South American Games         | Santiago, Chile                    | 1st                 | 4 × 400 m relay     | 3:35.07             |
| 2014                | Ibero-American Championships | São Paulo, Brazil                  | 1st                 | 400 m               | 51.76               |
| 2014                | Ibero-American Championships | São Paulo, Brazil                  | 1st                 | 4 × 400 m relay     | 3:29.66             |
| 2015                | South American Championships | Lima, Peru                         | 2nd (h)             | 200 m               | 24.62 (-1.4 m/s)    |
| 2015                | South American Championships | Lima, Peru                         | 1st                 | 400 m               | 53.07               |
| 2015                | World Championships          | Beijing, China                     | 37th (h)            | 400 m               | 52.72               |
| 2016                | Olympic Games                | Rio de Janeiro, Brazil             | 25th (h)            | 400 m               | 52.05               |
| 2016                | Olympic Games                | Rio de Janeiro, Brazil             | 16th (h)            | 4 × 400 m relay     | 3:30.27             |
| 2017                | IAAF World Relays            | Nassau, Bahamas                    | 1st (B)             | 4 × 400 m relay     | 3:34.68             |
| 2017                | South American Championships | Asunción, Paraguay                 | 1st                 | 400 m               | 52.03               |
| 2017                | South American Championships | Asunción, Paraguay                 | 1st                 | 4 × 400 m relay     | 3:33.00             |
| 2018                | South American Games         | Cochabamba, Bolivia                | 2nd                 | 400 m               | 52.93               |
| 2018                | Ibero-American Championships | Trujillo, Peru                     | 2nd                 | 400 m               | 52.57               |